# Systrar (film)
Systrar (ryska: Сёстры Siostry) är en rysk långfilm från 2001 i regi och manus av Sergej Bodrov Jr..

## Handling
Filmen handlar om de två halvsystrarna Sveta och Dina. De bor långt ifrån varandra och relationen mellan dem är ganska spänd. Dina är ganska bortskämd medan Sveta är den som får ta allt ansvar. Plötsligt befinner sig Dina i fara och då är Sveta den som måste hjälpa henne, och för att överleva måste de fly tillsammans.

## Om filmen
Systrar blev den enda filmen som Bodrov Jr. hann slutföra som regissör innan han försvann i en olycka under en filminspelning. I en intervju påstod han att hans pappa, filmregissören Sergej Bodrov, berättat en historia för honom om två systrar och att han hade berättelsen som förebild då han skrev manuset. Bodrov Jr. medverkar själv i filmen och spelar affärsman.

## Rollista i urval
- Oksana Akinsjina – Sveta
- Katja Gorina – Dina
- Roman Agejev – Alik
- Tatiana Kolganova – Natasja
- Andrej Krasko – Misja